# شارل برلینگ
شارل برلینگ (فرانسوی: Charles Berling‎؛ زادهٔ ۳۰ آوریل ۱۹۵۸) هنرپیشه، کارگردان و فیلم‌نامه‌نویس اهل فرانسه است. وی از سال ۱۹۸۲ میلادی تاکنون مشغول فعالیت بوده‌است.
از فیلم‌هایی که در آن نقش داشته می‌توان به ماری کوری: جسارت دانش، مأموران مخفی، رژه پنگوئن‌ها، تمسخر، ملال، ۲۰ سال فاصله، ارواح وحشی، نمک روی پوست ما و هتل بیروت اشاره کرد.